# لن دالدینگ
لن دالدینگ (انگلیسی: Len Dolding; ۱۳ دسامبر ۱۹۲۲ – ۲۳ نوامبر ۱۹۵۴) بازیکن فوتبال، و بازیکن کریکت اهل بریتانیا بود.
از باشگاه‌هایی که در آن بازی کرده‌است می‌توان به باشگاه فوتبال چلسی، باشگاه فوتبال نوریچ سیتی، و باشگاه فوتبال کویینز پارک رنجرز اشاره کرد.